# تایلر کاوانو
تایلر کاوانو (انگلیسی: Tyler Cavanaugh؛ زادهٔ ۹ فوریهٔ ۱۹۹۴) بازیکن بسکتبال اهل ایالات متحده آمریکا است.

## حرفه
از باشگاه‌هایی که در آن بازی کرده‌است می‌توان به یوتا جاز و آتلانتا هاوکس اشاره کرد.